# داريل نج
داريل نج (بالصينية: 黃永光) (بالإنجليزية: Daryl Ng Win Kong, JP)‏ هو سياسي سنغافوري، ولد في 1978 في الصين.